# Svatební cesta Marie Antoinetty

Arcivévodkyně Maria Antonia u spinetu, pravděpodobně 1769, krátce před svatbou, Franz Xaver Wagenschön.

Svatební cesta Marie Antoinetty byla významná mezinárodní společenská událost 18. století, kdy se dne 21. dubna 1770 vydala 14letá dcera císařovny Marie Terezie ze svého rodiště Vídně do Versailles, kde se provdala za pozdějšího francouzského krále Ludvíka XVI. (první svatba v zastoupení proběhla nicméně již dva dny před odjezdem). Průvod do Štrasburku sestával z 235 osob, celkem 57 vozů, z nichž většinu řídilo šestispřeží, a 350 tažných a jezdeckých koní. Cesta měřila asi 1500 kilometrů a včetně několika dnů odpočinku trvala 24 dny, z toho 17 na území Svaté říše římské a sedm na území Francouzského království.

## Význam
Cesta korunní princezny byla hlavní společenskou událostí té doby a poslední velkou svatební cestou 18. století. Sňatek mezi arcivévodkyní Marií Antonií a dauphinem Ludvíkem Augustem byl završením politického sbližování (renversement des alliances) mezi Rakouskem a Francií, které probíhalo již několik let. Oba panovnické rody proto naplánovaly svatební cestu mezi Vídní a Paříží jako okázalý průvod trvající několik týdnů.
Na trase bylo vynaloženo obrovské úsilí jak v Rakousku, tak ve Francii. Absolutistické svatební obřady do značné míry vylučovaly obyvatelstvo mimo královské dvory. Dlouhá svatební cesta Marie Antoinetty umožnila i venkovskému a městskému obyvatelstvu účastnit se oslav nadcházejícího manželství. Městská a venkovská šlechta, duchovenstvo, městští rychtáři a občané území, přes která měl průvod projít, se odpovídajícím způsobem zavázali k tomu, že se na tuto příležitost náležitě připraví.
Před městy, obcemi, kláštery a rezidencemi, kterými se mělo projíždět, byly opraveny cesty a silnice, byl zajištěn dostatek jídla a připraveny noclehárny. Bylo třeba dát k dispozici čerstvé tažné a jezdecké koně, vymalovat zdi domů a postavit čestné brány. Řada korporací si na tyto náklady musela půjčit.
Svatební cesta praneteře Marie Antoinetty Marie Louisy Rakouské jako druhé manželky Napoleona Bonaparta byla stejně rozsáhlá. V roce 1810 se provdala ve Vídni, nejprve na základě plné moci, a poté odcestovala také do Paříže, kde se v kapli paláce Louvru konala svatba s Napoleonem.

## Průběh
Odpovědnost za organizaci a realizaci cesty nesl princ Jiří Adam Starhemberg, rakouský vyslanec u francouzského dvora. Marii Antoinettu doprovázely její dvorní dámy, hraběnka von Trauttmannsdorff, hraběnka z Kolowrat, hraběnka von Windischgrätz a hraběnka von Paar. Pro budoucí francouzskou královnu přivezl zvláštní vyslanec francouzského krále markýze de Durfort, který odcestoval do Vídně, dva luxusní kočáry, které v Paříži vyrobil výrobce kočárů Francien podle plánů vévody de Choiseul. Kočáry měly zvětšená okna, byly obložené zlatem vyšívaným sametem, bohatě zdobené a odpružené.
Během cesty byla Marie Antoinetta hostem na oslavách (recepce, divadelní představení, hudební vystoupení, ohňostroje a průvody) v několika navštívených městech. Přijímala a dávala hodnotné dárky.

### 21.–25. dubna: přes dnešní Rakousko
Cesta začala v sobotu 21. dubna 1770 v 10 hodin ve vídeňském Hofburgu. Ve Vídni vedla trasa průvodu přes Michaelerplatz, Kohlmarkt, Graben, Stock im Eisen a Kärntnerstraße, přes Kärntnertor vedle Glacis a dále přes Laimgrube a Mariahilf. Ulice byly lemovány občany a vídeňskou posádkou.
V klášteru Melk, první noční zastávce, se Marie Antoinetta setkala se svým bratrem císařem Josefem II., který se tam vydal již předtím, než opustila Vídeň. Zdejší obyvatel kláštera a Haydnův student Robert Kimmerling zahrál skladbu Rebecka, Izákova nevěsta. Josef II. se následujícího dne vrátil do Vídně, zatímco svatební průvod se vydal přes Kemmelbach do Ennsu. Maria Antonia přespala na zámku Ennsegg, většina členů průvodu v městských domech v Ennsu. Pro Marii Antonii byl uspořádán festival s baletem.
Enns průvod opustil 23. dubna a pokračoval přes Kleinmünchen a Wels do Lambachu. Aby se zkrátila vzdálenost přepřahacích stanic mezi Ennsem a Lambachem a mezi vídeňskou a salcburskou poštovní cestou, byla před stavební cestou vybudována přímá spojovací silnice mezi obcemi Ebelsberg a Wegscheid, které jsou dnes obě součástí Lince. Poté, co byla ulice od roku 1929 chybně nazývána Dauphinstraße, byl její název v roce 1954 opraven na Dauphinestraße.
V divadle kláštera Lambach, které bylo v roce 1770 zrenovováno, byla pro Marii Antoinettu zahrána zábavná hra Der kurzweilige Hochzeitsvertrag, kterou pro tuto příležitost napsal Maurus Lindemayr. Na vyzdobených traunských lodích se slavil i vodní festival s pochodňovým tancem.
Po výměně koní na stanici Josefa Ignaze von Poths Thurn und Taxis v Altheimu vedla cesta druhý den do Braunau am Inn. O tamních slavnostech 24. dubna neexistují kvůli požáru města v roce 1874 žádné podrobnější záznamy.
Po dalším přenocování v Altöttingu začala nejdelší část cesty se šesti přepřahacími stanicemi a deseti hodinami cesty.

### 26.–28. dubna: přes Bavorsko a Švábsko
Tato etapa vedla do Mnichova, kde byl na žádost kurfiřta Maxmiliána III. Josefa, jejího bratrance z matčiny strany, naplánován den odpočinku. Marie Antoinetta strávila dvě noci v Amalienburgu. U příležitosti návštěvy zde byla uvedena opera Léroe cinese Pietra Pompea Salesa.
V neděli 28. dubna, na cestě do Augsburgu, se té doby špatné počasí zlepšilo, při vjezdu do města svítilo slunce. Poté co Marie Antoinetta dostala od městské rady zlatý cestovní servis a vyslanci švábského kraje jí vzdali hold, pojedla s knížetem biskupem Clemensem Wenzeslausem v jeho biskupském paláci, kde později také přenocovala. Poté navštívila Císařskou františkánskou akademii svobodných umění a věd, kde jí bylo uděleno čestné členství. V Jezuitském divadle viděla představení Tři sultánky od Charlese-Simona Favarta. Jediný ples zájezdu pro Marii Antonii se na pozvání bankéře Benedikta Adama Lieberta uskutečnil u příležitosti inaugurace jeho nedávno dokončeného Schaezlerpalais.

### 29. dubna – 6. května: přesPřední Rakousy

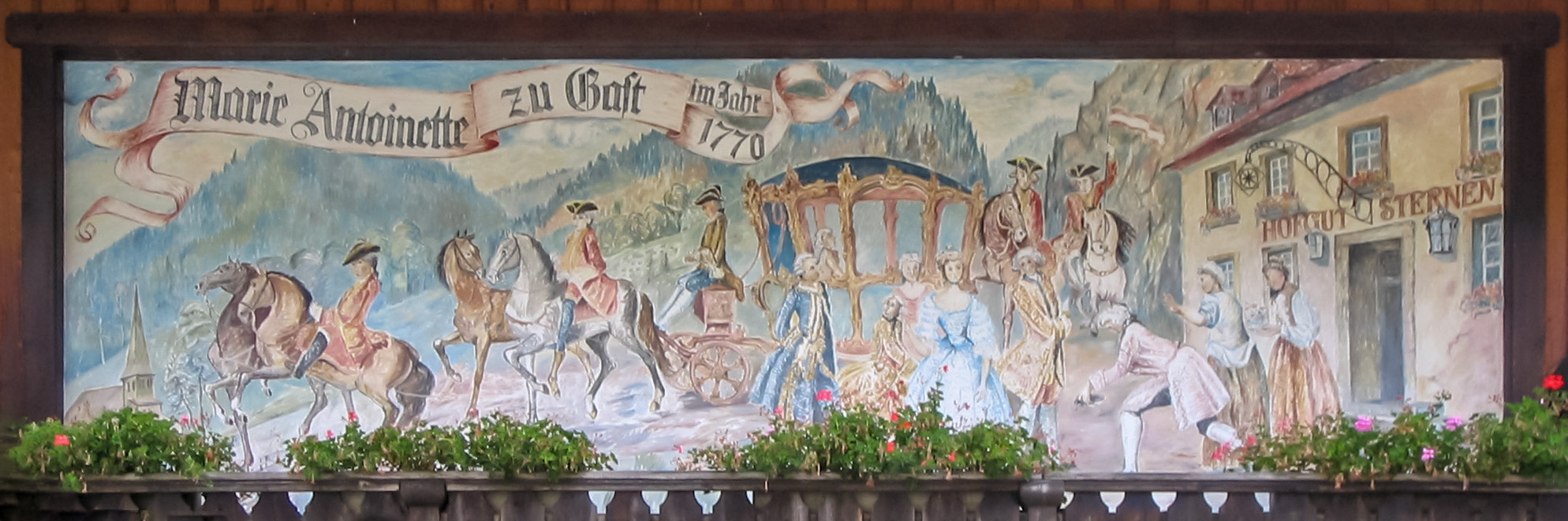
Svatební průvod, nástěnná malba v Hofgut Sternen v Höllental u Freiburgu.

Dne 29. dubna průvod dorazil do Günzburgu, kde následoval den odpočinku. Silnice mezi Ulmem a Riedlingenem byla v roce 1770 u příležitosti svatební cesty rozšířena. 1. května projížděl průvod Oberdischingenem, kde nechal Franz Ludwig hrabě Schenk von Castell vytyčit pro svatební procesí 600 metrů dlouhou alej kaštanů. Nocleh v klášteře Obermarchtal, pro Marii Antoinettu bylo zařízeno jihovýchodní křídlo kláštera. Dne 2. května bylo občerstvení v Krauchenwies, poté cesta pokračovala přes Mengen, Zoznegg a Besetze a princezna strávila noc ve Stockachu. Cesta pokračovala 3. května přes Nenzingen, Eigeltingen, Aach, Engen a Geisingen. Bylo plánováno přenocování na zámku v Donaueschingenu. Dne 4. května se průvod zastavil v Hinterzartenu a pokračoval do Freiburgu.

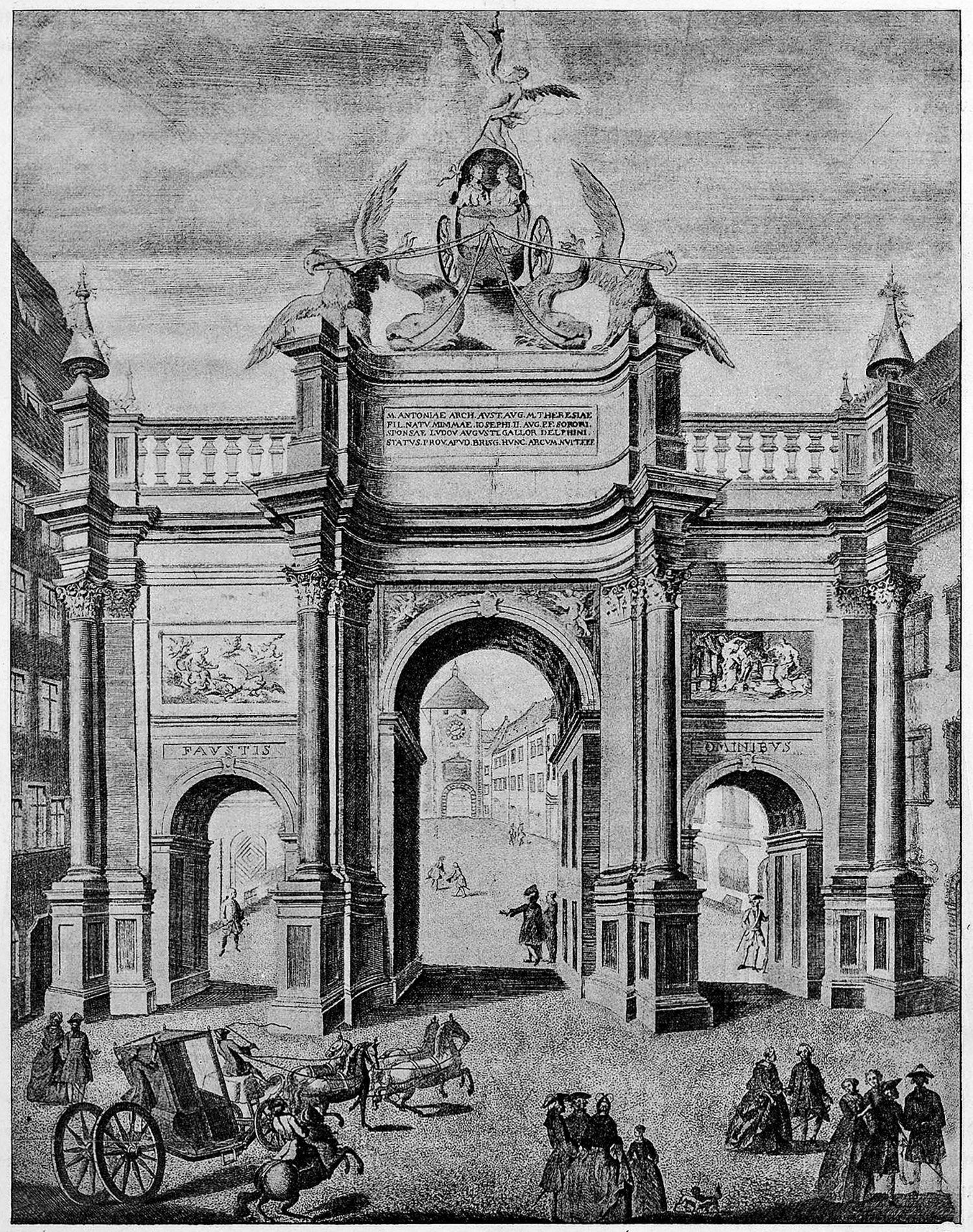
Jedna ze tří čestných bran postavených u příležitosti svatebního průvodu ve Freiburgu.

Princezna vstoupila do města odpoledne přes Breisacher Tor a strávila noc v Kageneck'sches Haus na Salzstrasse. Tato ulice byla během návštěvy Marie Antoinetty krátce přejmenována na Dauphinegasse. Dne 5. května proběhla slavnostní bohoslužba v katedrále Panny Marie. Ve Freiburgu byly postaveny tři čestné brány ze dřeva a štuku; dnes již neexistují. Johann Christian Wenzinger navrhl čestnou bránu breisgauských stavů na Kaiserstrasse upomínající římský Konstantinův oblouk. Trojbránu města Freiburgu navrhl Franz Joseph Rösch. Čestnou bránu univerzity ve Freiburgu před hlavní budovou univerzity na náměstí Franziskanerplatz navrhl architekt Harscher v rokokovém stylu. Freiburg prošel rozsáhlou rekonstrukcí. Hlavní ulice byly nově vydlážděny, domy nabíleny, místo chrličů byly okapy svedeny k zemi potrubím. K tomu se přidalo průběžné číslování místo názvů domů.
Freiburg im Breisgau, který v minulosti trpěl zejména spory mezi Rakouskem a Francií, spojení obou vládnoucích rodů hojně oslavoval. Během pobytu nevěsty byl dokonce vrchol freiburské katedrály speciálně osvětlen „chemickým ohněm“. K tomuto účelu byly na věži umístěny tisíce hliněných misek naplněných hořlavou pastou.
Ve Freiburgu byly prodlouženy velikonoční prázdniny na univerzitě ve Freiburgu a přesunuta patronátní slavnost teologů.
Dne 6. května se průvod zastavil u hostince „Krone-Post“ v Emmendingenu, cesta pokračovala přes Kenzingen a Herbolzheim. Přenocování bylo v klášteře Schuttern. Mezi Schutterzellem a Schutternem svatební průvod přešel řeku Schutter po mostě Marie Antoinetty, který byl k tomuto účelu pravděpodobně postaven.

### 7. května: předání do Francie
Dne 7. května doprovodil velvyslanec Starhemberg nevěstu na neobydlený ostrov na Rýně u Štrasburku do speciálně postaveného pavilonu s několika místnostmi. Ty byly přepychově zařízené a zdobené gobelíny. Jedna z těchto tapisérií ukazovala manželství bájného páru Jásóna a Médey. Když místo navštívil mladý Johann Wolfgang von Goethe, rozezleně napsal: "Je přípustné dát mladé královně příklad toho nejstrašlivějšího manželství, jaké kdy mohlo být naplněno, hned při jejím prvním kroku do země?"

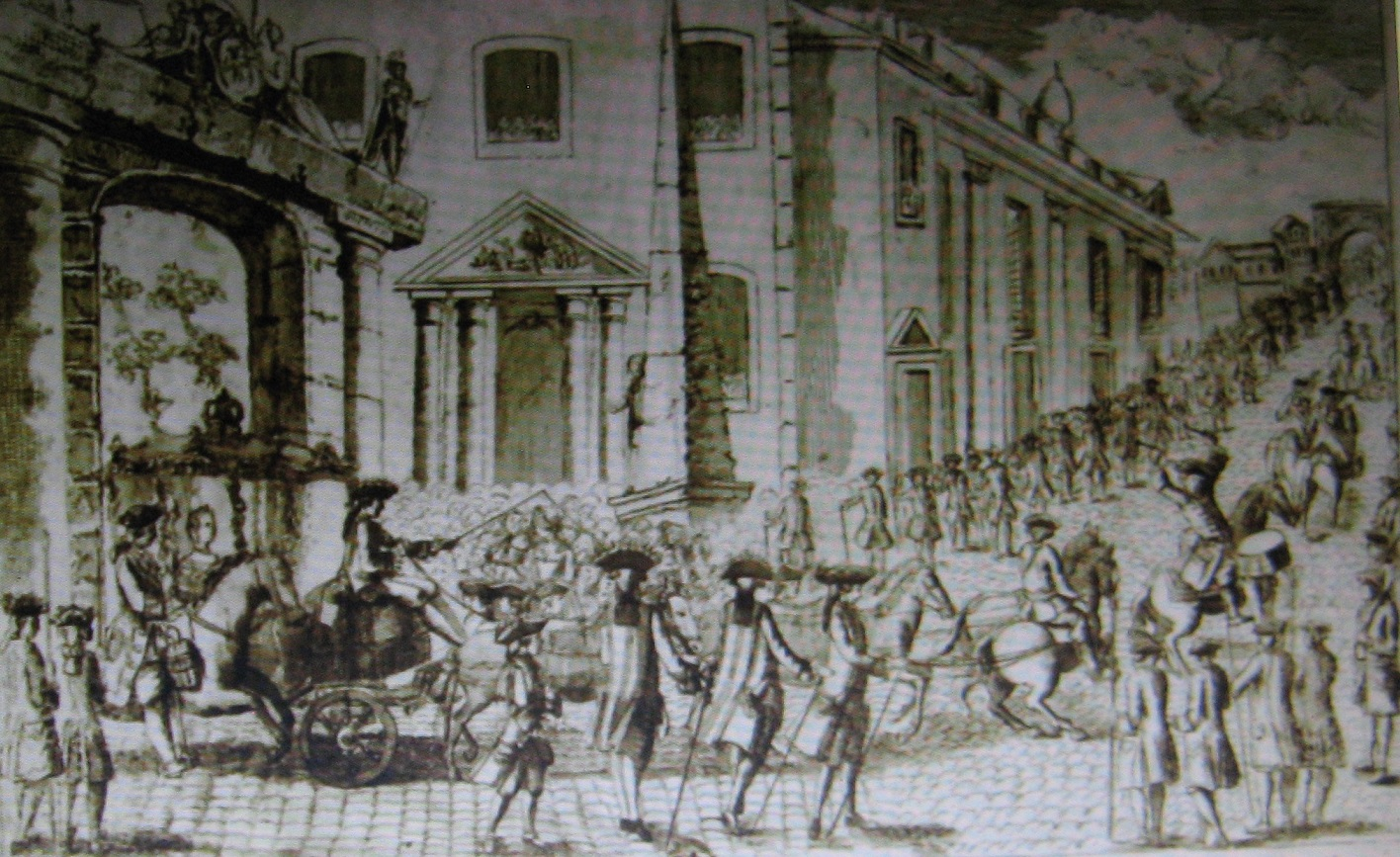
Příjezd do Štrasburku (dobová rytina)

Marie Antoinetta se rozloučila se svým vídeňským doprovodem a svlékla se v rakouské východní části pavilonu. Poté ji její nová dvorní dáma Anne-Claude-Louise d'Arpajon, hraběnka z Noailles, doprovodila nahou na francouzský západ, kde ji nově oblékla. Tak se z arcivévodkyně Marie Antonie stala dauphine Marie Antoinetta. Země nikoho mezi dvěma královstvími měla v dobovém chápání velký význam jako místo symbolického přechodu hranic a s tím spojený přechod nevěsty z jedné rodiny do druhé. Po vystrojení byla Marie Antoinetta představena svému čestnému kavalírovi, hraběti de Saulx-Tavannes a dalším členům francouzského dvora, kteří dorazili. Úplné odloučení od svého předchozího služebnictva a také nové oblečení posloužily k radikálnímu rozchodu s bývalou vlastí, takže princezna již následně v novém prostředí neměla podléhat původnímu kulturnímu vlivu.

### 7.–16. května: přes Francii do Versailles
Philippe de Noailles, vévoda de Mouchy, zmocněnec francouzského krále a manžel nové dvorní dámy, byl zodpovědný za pokračování cesty.
Dne 7. května se kardinál Louis de Rohan setkal s princeznou ve štrasburské katedrále. Následovalo divadlo a ples u maršála de Contades. Následujícího dne proběhla mše ve štrasburské katedrále a koncert v Rohanském biskupském paláci. Odjezd z města a přenocování v Saverne. Dne 9. května průvod pokračoval přes Lunéville do Nancy, nocleh ve vládním paláci. Dne 10. května se jelo přes Commercy do Bar-le-Duc, kde byl nocleh. Dne 11. květen princezna přenocovala v Châlons-sur-Marne. Zde byl u příležitosti vstupu do města postaven vítězný oblouk Porte Sainte-Croix navržený architektem Nicolasem Durandem. 12. května cesta pokračovala přes Remeš do Soissons. 13. května zde večeřela v biskupské kapli, byly předány dary a slouženo Te Deum v katedrále v Soissons.

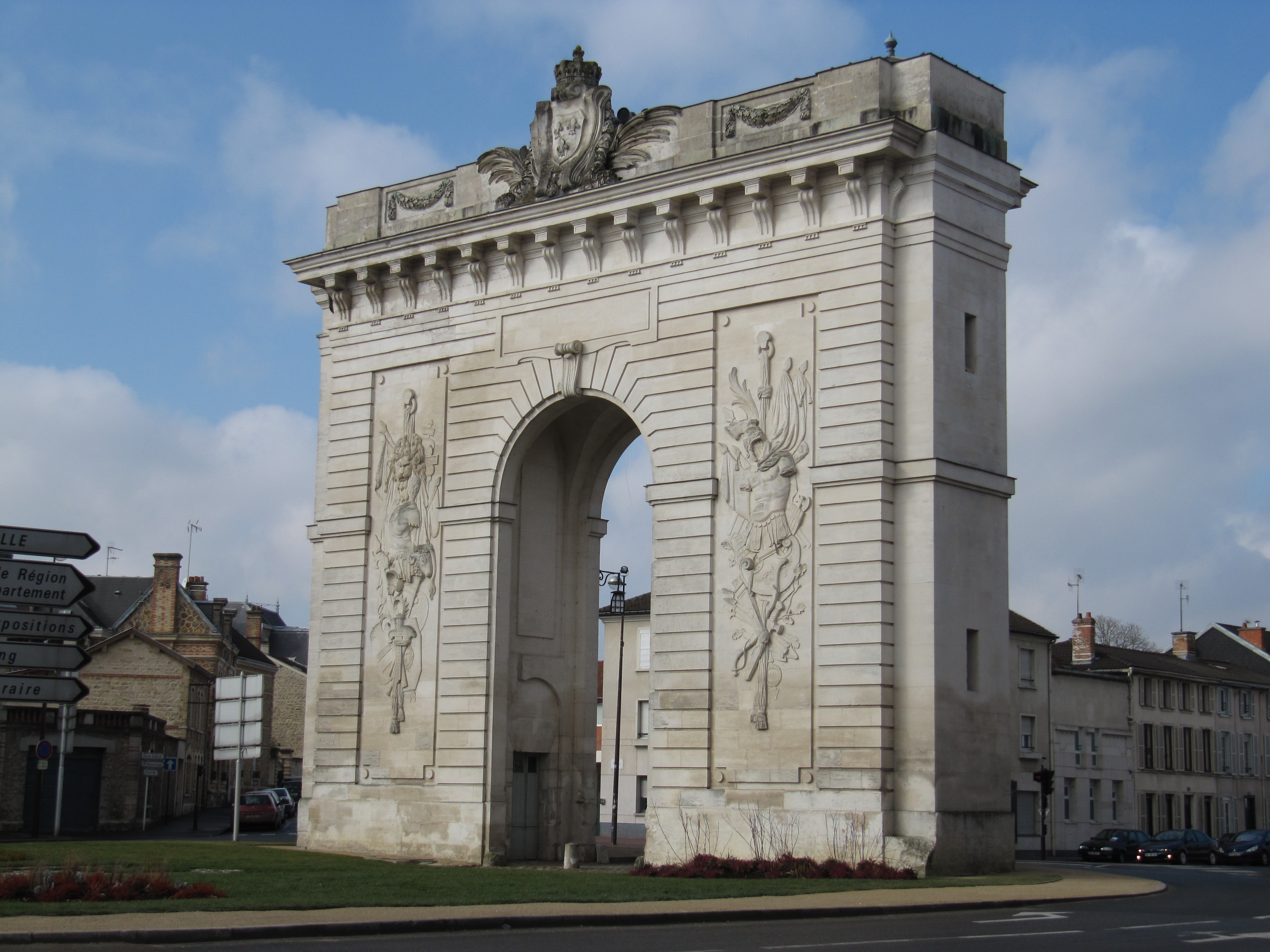
Porte Sainte-Croix v Châlons-sur-Marne.

Dne 14. května 1770 dorazil svatební průvod do Compiègne, kde král Ludvík XV., tři z jeho dcer a dauphin čekali na přijíždějící Marii Antoinettu u mostu poblíž zámku. Nevěsta a ženich se zde setkali poprvé. Nevěsta před králem padla na kolena, ženich ji políbil na tvář a později si do deníku stručně zapsal: „Setkání s Madame la Dauphine." Večer byla Marie Antoinetta představena královské rodině na zámku Compiègne.
Dne 15. května následoval odjezd do Saint-Denis. Zde se v klášteře karmelitánů princezna setkala s Louise-Marie de Bourbon, tetou ženicha. Přenocovala na zámku La Muette. 16. května se v Saint-Cloud setkala s mladšími sestrami ženicha, Marií Klotildou a Alžbětou. Dne 16. května svatební průvod dorazil na dvůr ve Versailles.